# 科尔卡峡谷
科尔卡峡谷（Colca Canyon）是秘鲁南部安地斯山脈科尔卡河的一个峡谷，位于阿雷基帕西北部约160（99英里）。深度约为1000-2000米，它是世界上最深的峡谷之一，它的长度约为70（43英里）。
峽谷現今依舊有印加帝國建立前就已定居的居民，以及西班牙殖民时代建立的城镇。
科尔卡峡谷是秘鲁访问量第三大的旅游目的地，每年约有120,000名游客來此旅遊。